# Tales from the Darkside

Tales from the Darkside este un serial-antologie american de groază creat de George A. Romero; a fost lansat în 1984. Similar cu seriale ca Amazing Stories, The Twilight Zone, Night Gallery, The Outer Limits, Tales From The Crypt sau Lee Martin's The Midnight Hour, fiecare episod prezintă o poveste de sine stătătoare terminată cu o schimbare de situație. Episoadele serialului sunt fie de groază, științifico-fantastice sau fantastice, unele episoade având elemente de comedie neagră. 

## Episoade
| Sezon     | Episoade | Premiera TV | Premiera TV România |
| --------- | -------- | ----------- | ------------------- |
| Sezonul 1 | 24       | 1984-1985   |                     |
| Sezonul 2 | 24       | 1985-1986   |                     |
| Sezonul 3 | 22       | 1986-1987   |                     |
| Sezonul 4 | 20       | 1987-1988   |                     |

## Posibilărelansare
În noiembrie 2013, a fost anunțat că Joe Hill, Alex Kurtzman și Roberto Orci au în vedere o posibilă relansare a serialului Tales from the Dark Side în studiourile CBS care să fie transmisă în premieră de The CW.

## Vezi și
- Tales from the Darkside: The Movie